# Swiss Winter University Games 2016
Die 1. Swiss Winter University Games wurden vom 4. bis zum 6. März 2016 in Saas-Fee ausgetragen. Sie war die erste Swiss Winter University Games. Es fanden Wettkämpfe in Ski Alpin zwischen den einzelnen Universitäten und Hochschulen statt.

## Sieger
| Kategorie | Team/Name                                                                   | Universität       | Punkte |
| --------- | --------------------------------------------------------------------------- | ----------------- | ------ |
| Team      | Tiefseetauchers (Isabel Lomax, Katrin Mathis, Lukas Brawand, Brian Kreuzer) | Universität Basel | 2344   |
| Damen     | Katrin Matis                                                                | Universität Basel | 708    |
| Herren    | Kevin Holdener                                                              | ZHAW              | 657    |

Quelle: 

## Disziplinen
| Disziplinen   | Wertung                                       |
| ------------- | --------------------------------------------- |
| Foto Contest  | Teamwertung                                   |
| Riesenslalom  | Einzelwertung                                 |
| Mix Race      | Einzelwertung                                 |
| Speed         | Einzelwertung                                 |
| Slalom        | Einzelwertung                                 |
| Snow Stafette | Teamwertung                                   |
| SWUG Finale   | Rangierung im Ziel entspricht der Teamwertung |

Die einzelnen Disziplinen der Einzelwertungen wurden pro Person zusammengezählt und den Herren bzw. Damen Sieger ermittelt.
Bei der Teamwertung wurden die Punkte der Teamwettkämpfe plus die Punkte der Teammitglieder in den Einzelwettbewerben addiert.
Die vier besten Team traten in SWUG Finale gegeneinander an, die Rangierung im Ziel entsprach der Abschlussplatzierung.

## SHM-Rennen
Am 10. März fand das Schweizer Hochschulmeisterschaftsrennen (SHM) als Riesenslalom statt.